# Valcaba
Valcaba es una localidad española del municipio de Soba, perteneciente a la comunidad autónoma de Cantabria. 

## Geografía
La localidad se encuentra a 520 m s. n. m. y a 5,1 kilómetros de la capital municipal, Veguilla.

## Historia
Hacia mediados del siglo XIX, el lugar, ya por entonces perteneciente a Soba, tenía contabilizada una población de 76 habitantes. Aparece descrito en el decimoquinto volumen del Diccionario geográfico-estadístico-histórico de España y sus posesiones de Ultramar de Pascual Madoz con las siguientes palabras:

VALCABA: l. en la prov. y dióc. de Santander, part. jud. de Ramales, aud. terr. y c. g. de Búrgos, ayunt. del valle de Soba: sit. en la cord. llamada la Asia, en terreno desigual, y sin que apenas vea el sol en los dias de invierno, por lo que su clima es húmedo y enfermizo. Tiene 15 casas; igl. parr. (San Juan Bautista) servida por un cura de ascenso y provision del diocesano, y medianas aguas potables. Confina con Bustancilles, Cañedo, Quintana y cord. del Asia. El terreno es de mala calidad: prod : maiz, alubias, patatas y pastos; cria ganados. pobl.: 15 vec., 76 almas. contr.: con el ayunt.
(Madoz, 1849, p. 263)

En 2023, la entidad singular de población tenía empadronados diecisiete habitantes y el núcleo de población, también diecisiete.